# Fort Libéria
Het Fort Libéria is een militair verdedigingswerk in de Franse plaats Villefranche-de-Conflent in het departement Pyrénées-Orientales (regio Occitanie).

## Beschrijving
Na de Vrede van de Pyreneeën (1659) ging de regio over van Spanje naar Frankrijk. In 1681 werd begonnen met de bouw van een fort, naar een ontwerp van Vauban. Hij was op hetzelfde moment ook bezig met de bouw van de citadel van Mont-Louis verderop stroomopwaarts in de vallei van de Têt. Vauban vond het ommuurde Villefranche-de-Conflent te kwetsbaar. Hij stelde voor een nieuw fort te bouwen op een berghelling en zo'n 150 meter boven dan de plaats. 
Tijdens het bewind van Koning Lodewijk XIV diende het fort lange tijd als gevangenis. Na de Gifaffaire was Lodewijk bijzonder wantrouwend geworden. Twee bekende vrouwen die gevangen hebben gezeten zijn Anne Guesdon en La Chapelain. De eerste zat hier 36 jaar vast en La Chapelain zelfs 43 jaar.
Fort Libéria was slechts eenmaal bij gevechten betrokken. In de zomer van 1793, gedurende de Franse Revolutie en in de periode van de Nationale Conventie, vielen diverse legers van naburige monarchieën Frankrijk aan na de executie van Lodewijk XVI in januari. Na beschieting van het fort gaf het garnizoen van Fort Libéria zich over aan de Spaanse troepen. Het fort was zwaar beschadigd, maar de schade werd korte tijd later weer hersteld. Het bleek dat de kanonnen van het fort te weinig bereik hadden om het oprukkende Spaanse leger tegen te houden. De bezetting was van korte duur en de Spaanse soldaten trokken zich snel terug.
Tussen 1850 en 1853 werd een trap uit de rotsen gehouwen en 734 treden liggen tussen het dorp en het fort.
Het fort verloor zijn militaire nut. In 1925 werd het gekocht door een particulier, de voormalige reder Laurens. Hij wilde er een bejaardentehuis voor zeelieden van maken. Hij liet de officierskazerne op de eerste verdieping van het fort slopen en creëerde een binnenplaats. Het werd geen succes vanwege de moeilijke bereikbaarheid en de grote afstand tot de zee. Het fort werd weer in de verkoop gezet en in 1955 gekocht door Marcel Puy. Het was een huwelijkscadeau voor zijn vrouw. In 1984 startte een drie jaar durende restauratie en in 1987 werd het fort voor het publiek geopend.
Het bouwwerk is sinds 2009 een Frans monument, een monument historique, en staat sinds 2008 samen met andere vestingwerken van Vauban op de werelderfgoedlijst van UNESCO.

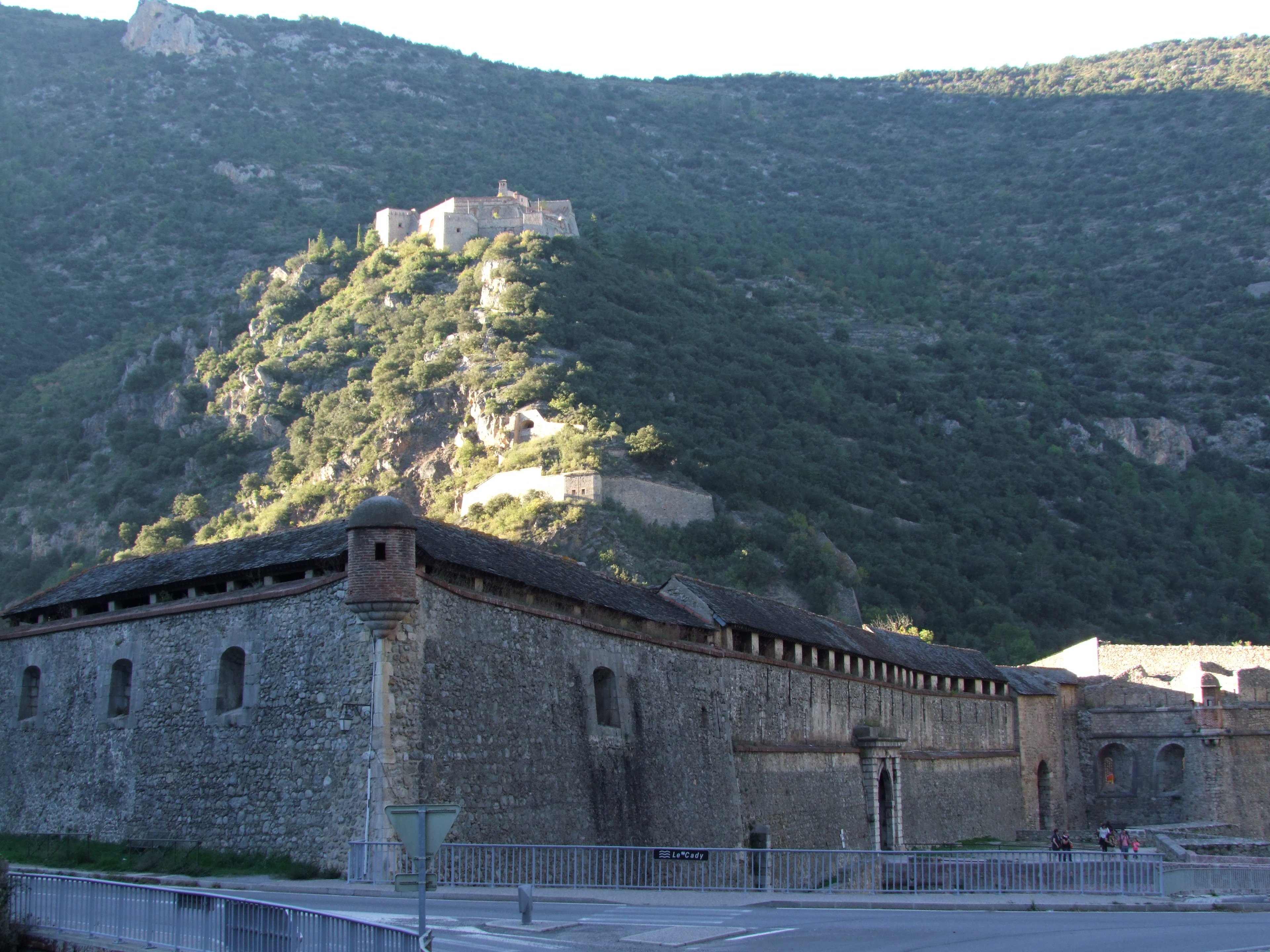
Het fort vanaf Villefrance gezien
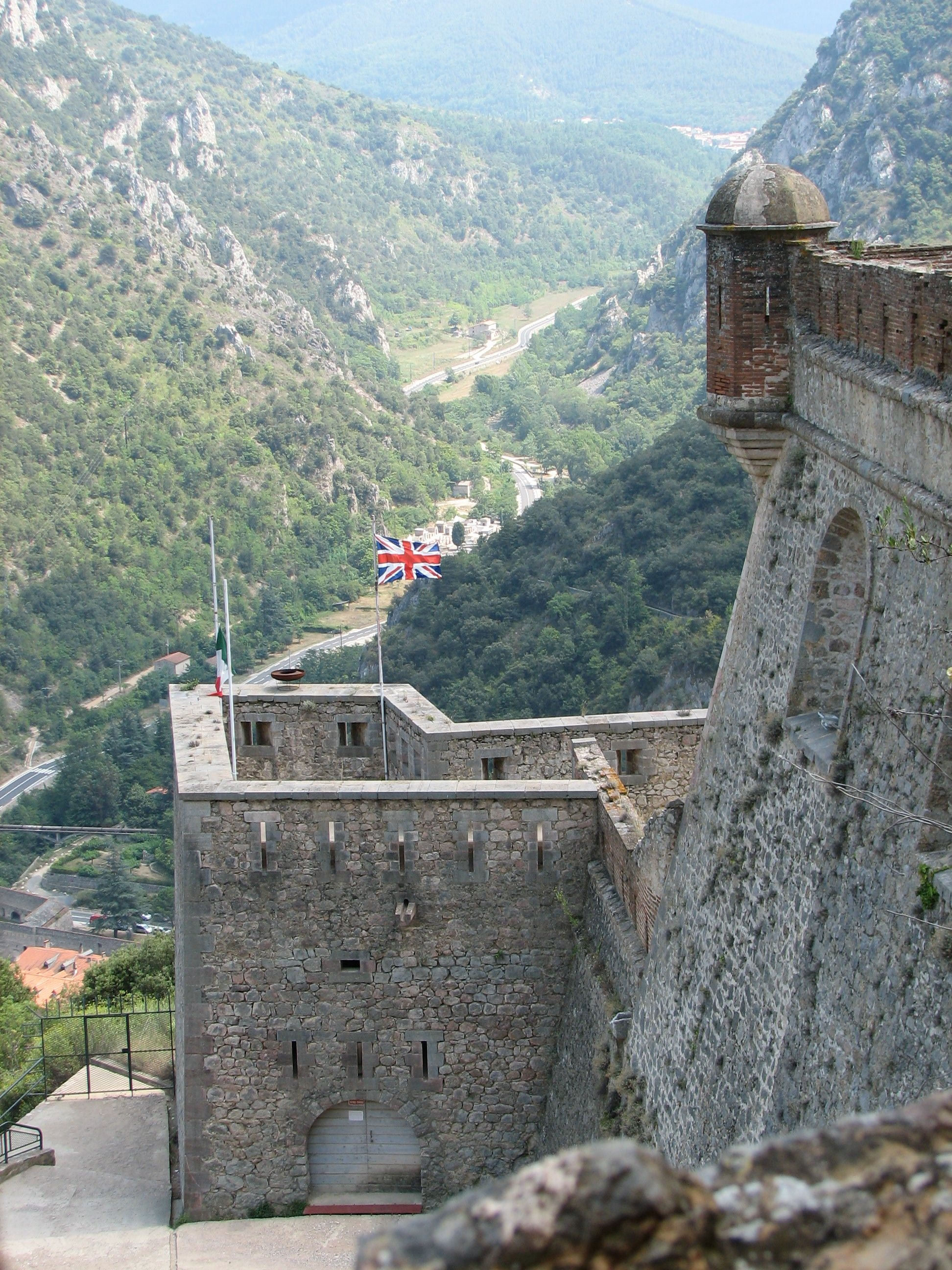
zicht vanuit fort op het dal met Villefrance
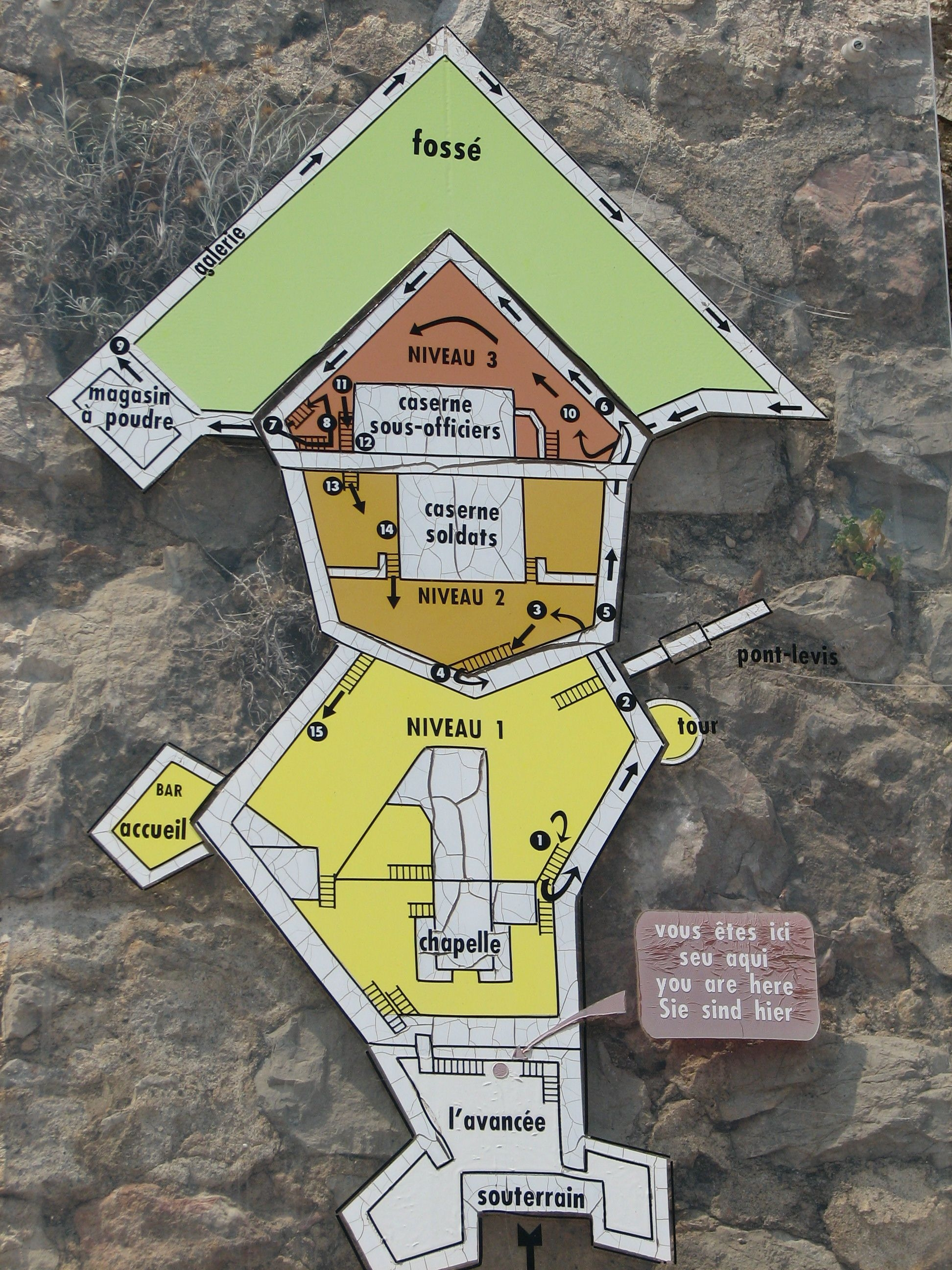
Plattegrond
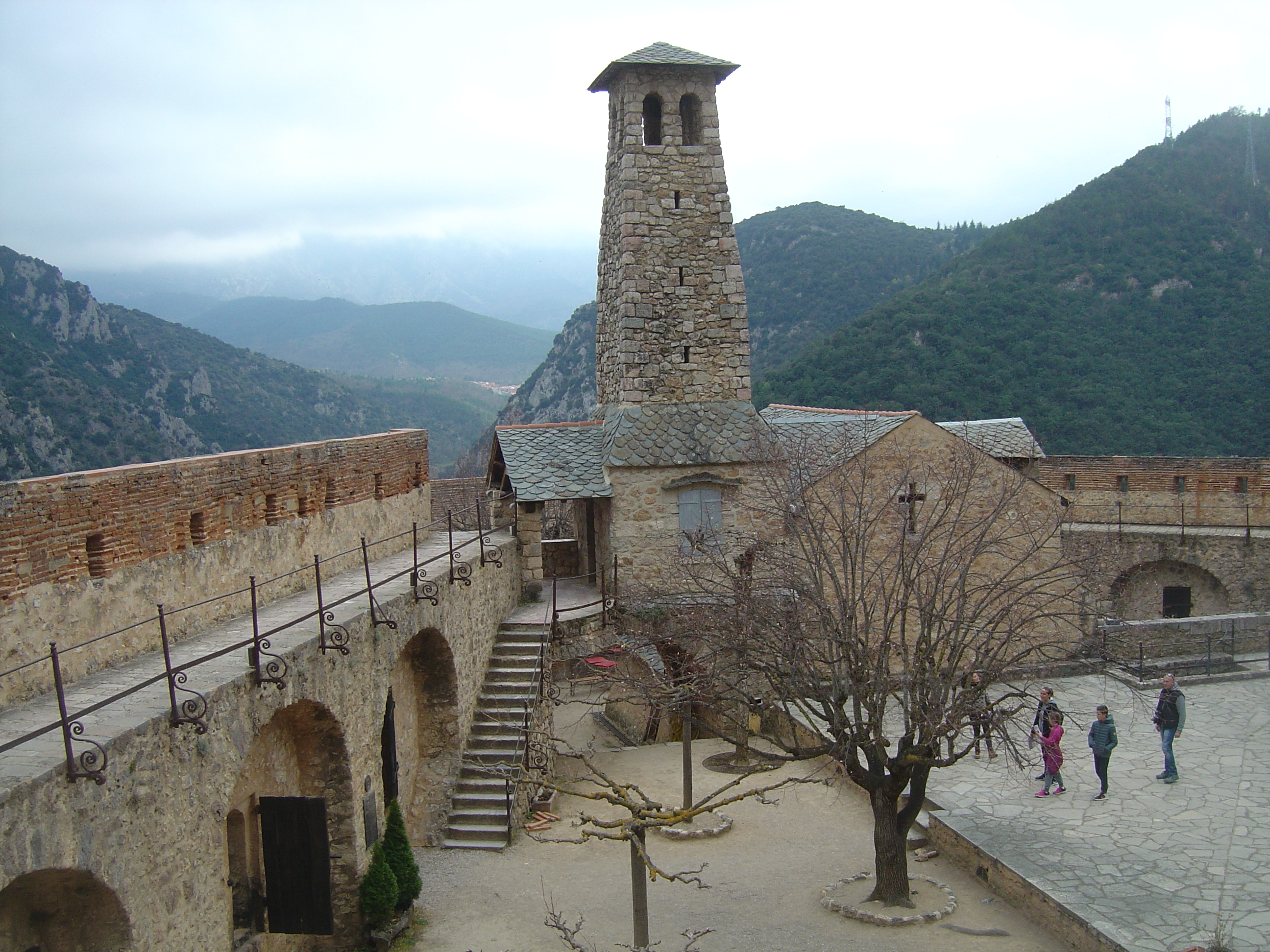
Binnenplaats met kapel
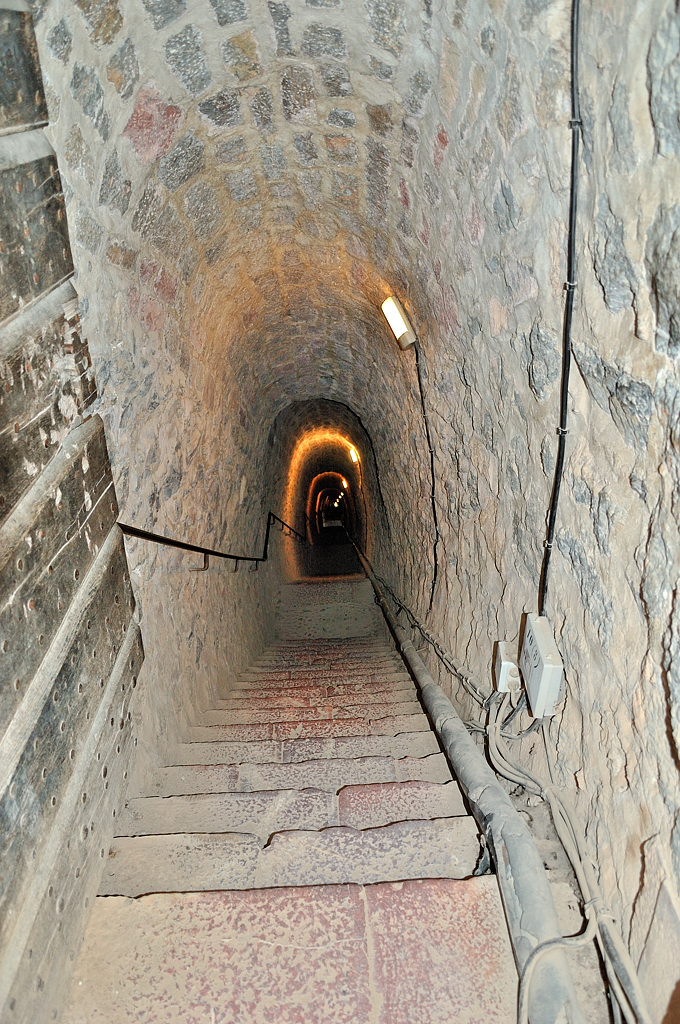
Trap naar Villefrance